# Хакурей-Мару
Хакурей-Мару — транспортне судно, яке під час Другої світової війни брало участь у операціях японських збройних сил на Тихому океані. 
Судно спорудили як траулер в 1934 році на верфі Mitsubishi Zosen у Кобе для компанії Shinko Suisan, що мала дозвіл на вилов риби у північній частині Тихого океану, а з 1935-го також отримала лицінзію на иболовлю у Жовтому та Південнокитайському морях (відомо, що не пізніше 1937-го «Хакурей-Мару» вже працювало у китайських водах). В 1938-му новим власником стала Nippon Suisan. 
В червні 1941-му «Хакурей-Мару» реквізували для потреб Імперського флоту Японії, що використовував рефрижераторні можливості судна для забезпечення продовольством своїх кораблів.
29 грудня 1941-го «Хакурей-Мару» вийшло з Амаміосіми (архіпелаг Рюкю) та 2 січня 1942-го прибуло до порту Давао на південному узбережжі філіппінського острова Мінданао (був захоплений японським десантом у останній декаді грудня). Протягом наступних двох місяців воно діяло у цьому регіоні, зокрема, 7 лютого прибуло до Кендарі (захоплений японцями 2 січня), а 16 лютого до Макассару (тут десант висадився 10 лютого), які знаходяться на південно-східному та південно-західному півостровах острова Сулавесі.
Три наступні роки «Хакурей-Мару» продовжувало нести службу в Південно-Східній Азії, під час якої відвідувало Амбон (південна частина Молуккського архіпелагу), Кендарі, Макассар, Сурабаю (головна база на сході острова Ява), Беноа (острів Балі), Балікпапан (центр нафтовидобутку на сході Борнео). В травні – липні 1942-го судно також здійснило рейс до Японії, при цьому під час слідування без охорони до Тайваню уникло атаки якогось підводного човна (є відомості, що в подальшому «Хакурей-Мару» отримало захисне озброєння із 76-мм гармати та 7,7-мм кулемета).
5 січня 1945-го судно вийшло в конвої з Сурабаї до Балікпапану. 5 січня підводний човен потопив належні до конвою транспорти «Шунсен-Мару» та «Канко-Мару», після чого два вцілілі судна «Хакурей-Мару» та «Тора-Мару № 1» зайшли на острів Бавеан, де перебували понад тиждень. 15 січня вони з новою охороною знову рушили до Балікпапану, але 16 січня біля південно-східного завершення Борнео «Хакурей-Мару»  підірвалось на міні та затонуло («Тора-Мару № 1» також підірвалось, проте отримало лише пошкодження).